# Adonisea sanguinea
Adonisea sanguinea là một loài bướm đêm trong họ Noctuidae.